# اله‌هی
اله‌هی (به لاتین: Ələhi، به ارمنی: Ողոհի ووغوهی) یک منطقه مسکونی در جمهوری آذربایجان است که در شهرستان اردوباد واقع شده است. اله‌هی ۱۳۲ نفر جمعیت دارد.